# Каспаров Сергій Володимирович
Сергій Володимирович Каспаров (нар. 8 серпня 1968, Могильов) – білоруський шахіст, гросмейстер від 2007 року. До 1996 року виступав під прізвищем Кеворкянц.

## Шахова кар'єра
У шахових турнірах, які дають рейтинг ФІДЕ почав брати участь у відносно пізньому віці, дебютувавши в рейтинг-листі ФІДЕ 1 липня 1993 року. 1997 року посів 2-ге місце у Львові (позаду Віктора Желяндінова). 1999 року досягнув першого міжнародного успіху, поділивши 3-тє місце (позаду Андрія Ковальова і Павла Трегубова, разом із, зокрема, Михайлом Бродським) на турнірі за швейцарською системою Jantar Bałtyku в Ровах і виконавши першу гросмейстерську норму.
У наступних роках досягнув низки успіхів на міжнародних турнірах:
- 2000 – поділив 2-ге місце в Татжаньських Зребах (разом із, зокрема, Рамілем Хасангатіним і Володимиром Сергєєвим),
- 2001 – поділив 1-ше місце на турнірі Golden Cleopatra в Каїрі (разом із, зокрема, Ненадом Шулавою, Ігорсом Раусісом, Драженом Сермеком, Олексієм Барсовим, Азером Мірзоєвим і Олександром Фоміних), поділив 1-ше місце в Колобжезі (разом із, зокрема, Робертом Кучиньським і Сергієм Федорчуком), посів 2-ге місце в Одесі (позаду Андрія Сумеца),
- 2002 – посів 1-ше місце в Ґабчіково, поділив 2-ге місце в Гаслоху (позаду Генріка Теске, разом із, зокрема, Роландом Шмальцем),
- 2003 – поділив 2-ге місце в Дайцизау (позаду Давіда Барамідзе, разом із, зокрема, Володимиром Єпішиним, Лівіу-Дітером Нісіпяну, Левоном Ароняном і Костянтином Ландою)[5], поділив 2-ге місце в Оломоуці (позаду Роберта Тібенського, разом із, зокрема, Єжи Слабим), посів 1-ше місце в Празі,
- 2004 – поділив 2-ге місце в Генгамі (позаду Олександра Сулипи, разом із, зокрема, Белою Бадя і Юрієм Солодовніченком),
- 2005 – поділив 2-ге місце в Нордерштедті (позаду Сергія Галдунца), поділив 2-ге місце в Кутро (позаду Ігоря Міладиновича, разом з Міланом Драшко та Ілмарсом Старостітсом), посів 1-ше місце в Празі,
- 2006 – поділив 2-ге місце в Бенаске (позаду Олега Корнєєва, разом з Елізбаром Убілавою, Олександром Ковчаном і Ніджатом Мамедовим), посів 1-ше місце в Гетеборзі, поділив 2-ге місце у Фігерасі (позаду Даріуша Шона, разом з Рафаелем Лейтао і Борисом Чаталбашевим), посів 1-ше місце в Гарлемі, посів 1-ше місце в Сан-Себастьяні,
- 2007 – поділив 2-ге місце в Губені (позаду Ілії Бренера, разом з Клаудішем Урбаном), поділив 1-ше місце в Ерандіо (разом із, зокрема, Володимиром Єпішиним),
- 2008 – поділив 2-ге місце в Колом'є (позаду Рамона Матео, разом з Фаб'єном Лібішевскі).

Примітка: список успіхів неповний (доповнити від 2009 року).
Найвищий рейтинг Ело в кар'єрі мав станом на 1 січня 2007 року, досягнувши 2546 очок займав тоді 5-те місце серед білоруських шахістів.